# Idris leuculus
Idris leuculus är en stekelart som beskrevs av Kononova 1995. Idris leuculus ingår i släktet Idris och familjen Scelionidae. Inga underarter finns listade i Catalogue of Life.